# Meurtre (film)
Pour les articles homonymes, voir Meurtre (homonymie) et Murder.
Pour la version allemande du film, voir Mary (film, 1931).
Pour plus de détails, voir Fiche technique et Distribution.
Meurtre (Murder!) est un film britannique d'Alfred Hitchcock sorti en 1930. Le réalisateur tournera simultanément une version en allemand, sortie l'année suivante sous le titre Mary.

## Synopsis
John Menier, acteur dramatique de renom, participe en tant que juré à la condamnation pour meurtre d'une jeune actrice (Diana Baring) dont il finit cependant par douter de la culpabilité. Avec l’aide de deux comédiens au chômage, il entreprend alors de conduire sa propre enquête...

## Fiche technique
- Titre original : Murder!
- Titre français : Meurtre
- Réalisation : Alfred Hitchcock, assisté de Frank Mills
- Scénario : Alma Reville, Walter C. Mycroft (en) et Alfred Hitchcock, d'après le roman Enter Sir John de Clemence Dane et Helen Simpson
- Direction artistique : John Mead
- Photographie : Jack E. Cox
- Montage : Rene Marrison et Emile de Ruelle
- Production : John Maxwell (non crédité)
- Société de production : British International Pictures
- Société de distribution : Wardour Films
- Pays d'origine :  Royaume-Uni
- Langue : anglais
- Format : Noir et blanc  - 35 mm - 1,20:1 - son mono (RCA Photophone System)
- Genre : Policier
- Durée : 98 minutes
- Dates de sortie : 
  - Royaume-Uni : 31 juillet 1930
  - États-Unis : 24 novembre 1930
  - France : 6 octobre 1976

## Distribution
- Herbert Marshall : Sir John Menier
- Norah Baring : Diana Baring
- Phyllis Konstam : Doucie Markham
- Edward Chapman : Ted Markham
- Miles Mander : Gordon Druce
- Esme Percy : Handel Fane
- Donald Calthrop : Ion Stewart
- Esme V. Chaplin : le procureur
- Amy Brandon Thomas : l'avocate de la défense
- Joynson Powell : le juge
- S.J. Warmington : Bennett
- Marie Wright : Miss Mitcham
- Hannah Jones : Mrs. Didsome
- Una O'Connor : Mrs. Grogram
- R. E. Jeffrey : le président du jury
- Clare Greet : une membre du jury
- Alfred Hitchcock : un homme dans la rue (non crédité)

## Autour du film
- Si vous ne connaissez pas le sujet, laissez ce bandeau (vous pouvez alors contacter les auteurs).
- Si vous supprimez le contenu mis en cause (vous pouvez préalablement contacter les auteurs),

argumentez précisément cette suppression dans la page de discussion
(un manque de référence n'est pas un argument ; une recherche réelle de référence doit avoir été effectuée, être formellement documentée).
- Meurtre est la troisième expérience d'Alfred Hitchcock avec le parlant. Le réalisateur qui se cherche et ne s'est pas encore imposé comme un maître du suspense poursuit dans la veine du film policier à laquelle semble mieux répondre le public.
- Le film est construit sur la base d'un whodunit (déploiement d'une enquête conduisant finalement à la révélation d'un coupable), genre auquel le réalisateur ne croit pas car en contradiction avec la mécanique du suspense, et qu'il expédie donc en pointant prématurément son coupable.
- Hitchcock poursuit son travail sur le cinéma pur. La sophistication du jeu sur les ombres (celles du cadre des fenêtres dans la cellule ou celle montante de la potence), les mouvements complexes d'appareil, les axes de caméra et les inserts symboliques (la girouette) propre au cinéma allemand et d'Europe du nord nous rappelle que le réalisateur a fait ses gammes à l'UFA.
- Du cinéma pur, il continue d'emprunter le jeu des illustrations visuelles des sentiments intériorisés (le jeune Cockney qui découvrant le luxe s'enfonce exagérément dans le tapis moelleux, le vertige du trapéziste dont la caméra suit le balancement). Mais il continue aussi d'inventer le cinéma parlant en travaillant énormément sur le son. L'exemple le plus mémorable est la scène du dialogue intérieur devant le miroir pour laquelle Hitchcock, pour lequel on n'a pas encore inventé les techniques du mixage et de la post-synchronisation, fait jouer son acteur sur un enregistrement de sa propre voix tandis que la musique est produite par un orchestre placé derrière le décor (il s'agit de l'ouverture de Tristan und Isolde de Richard Wagner). Il emploie aussi de manière répétée le son hors champ.
- Quelques tentatives d'improvisation (le mythe du « film sur le papier » n'est pas encore à défendre) sont conduites mais jugées non concluantes.
- Avec Herbert Marshall, Hitchcock trouve enfin un acteur dont le raffinement, la profondeur de jeu et le sens de l'ironie sont à même d'incarner son cinéma. Il ré-emploiera Marshall dans Correspondant 17 et plusieurs épisodes de la série Alfred Hitchcock présente.
- Meurtre est historiquement considéré une des premières représentations sensibles de l'homosexualité dans le cinéma anglais. L'alibi du camouflage d'un métissage honteux recouvrant simplement selon certains celui de l'homosexualité honteuse d'un des personnages principaux, trapéziste travesti. Le film est une des premières illustrations notables des rapports complexes et contenus qu'Hitchcock entretient avec la sexualité.
- Autres thèmes proprement hitchcockiens, ceux des rapports de classes et celui de la justice que le réalisateur traite ici avec l'humour dont il sait particulièrement user durant sa période anglaise.
- Caméo à la 60e minute : Hitchcok passe devant la maison du meurtre.
- Hitchcock réalise simultanément une version en langue allemande du film (Mary) (entreprise parfois conduite au début du parlant pour assurer l'exploitation des films à l'étranger), dans les mêmes décors mais avec une distribution différente et en modifiant certains de ses choix artistiques.